# LIVE TOUR 2018 Yummy!! you&me
「LIVE TOUR 2018 Yummy!! you&me」（ライヴ ツアー 2018 ヤミー!! ユーアンドミー）は、Kis-My-Ft2の12枚目のライヴDVD/Blu-rayで2018年11月28日にavex traxから発売された。

## 概要
2018年5月から7月まで行われた自身初の5大ドームツアー「Kis-My-Ft2 LIVE TOUR 2018 Yummy!! you&me」から、6月17日開催の東京ドーム公演を収録（Blu-ray盤特典映像として、ツアー最終公演となる7月16日開催のメットライフドーム公演も一部収録）。
初回盤特典のスペシャルエディットCDは、披露楽曲をセットリスト順（MC、Jr.コーナー、エンドロール、アンコール除く）にスペシャルエディットとしてCD音源化したもの。収録楽曲のサイズやエディットはライブと同じとなる。
初回盤、通常盤、Blu-ray盤の3形態で発売。
今作収録の「Break The Chains」「蜃気楼」は、後に2ndベストアルバム「BEST of Kis-My-Ft2」通常盤特典映像「ファン投票 BEST of LIVE SETLIST」にも収録。

## 収録内容

### 本編映像
※Blu-ray盤ではDISC 1にまとめて収録。
- 通常盤のみ副音声「メンバー副音声 〜LIVEトーク&鑑賞会〜」を収録。

#### DISC 1
1. Overture
2. Tell me why
3. Crystal Sky
4. Super Tasty!
5. PICK IT UP
6. I Scream Night
7. AAO
8. Kis-My-Calling!
9. Invitation
10. Break The Chains
11. FREEZE
12. 蜃気楼
13. Flamingo
14. HOT!×2
15. Thank youじゃん!
16. MC
17. 友+情を、くっつけて
18. Lock Lock - Travis Japan
19. Mr.Star Light
20. We are キスマイ!
21. ZERO
表記は無いが、7人で歌唱している。
22. Toxxxic - 藤ヶ谷太輔
23. Touch - 藤ヶ谷太輔・玉森裕太
24. Clap-A-Holics - 玉森裕太
25. メドレー - 北山宏光
  1. 優しい雨
  2. カ・ク・シ・ゴ・ト
26. REAL ME - 北山宏光・藤ヶ谷太輔
27. ぶっさっさー - 舞祭組
28. 赤い果実
29. Let it BURN!
30. Kiss魂
31. Tonight
32. 今はまだ遠く 果てしない夢も
33. HOME
34. エンドロール（HAPPY☆DAY）

#### DISC 2
[ENCORE]
1. Everybody Go
2. セルフィー
3. SHE! HER! HER!

### 特典映像

#### 初回盤
DISC 3
1. ドームツアー密着ドキュメント
  1. ナゴヤドーム編
  2. 福岡ヤフオク!ドーム編
  3. 東京ドーム編
  4. メンバー会議編
  5. 京セラドーム大阪編
  6. メットライフドーム編
2. スペシャル映像：7 Yummy!!
  1. 北山宏光's Yummy!!
  2. 千賀健永's Yummy!!
  3. 宮田俊哉's Yummy!!
  4. 横尾渉's Yummy!!
  5. 藤ヶ谷太輔's Yummy!!
  6. 玉森裕太's Yummy!!
  7. 二階堂高嗣's Yummy!!

#### 通常盤
DISC 2
1. LIVE TOUR 2018 Yummy!! you&me ハプニング&名場面集

#### Blu-ray盤
DISC 2
1. マルチアングルLIVE映像
  1. Crystal Sky
  2. Break The Chains
  3. FREEZE
  4. 蜃気楼
  5. Let it BURN!
  6. セルフィー
2. 全会場MCダイジェスト集
  1. ナゴヤドーム編
  2. 福岡ヤフオク!ドーム編
  3. 東京ドーム編
  4. 京セラドーム大阪編
  5. メットライフドーム編
3. ツアーファイナルスペシャル映像＜7.16西武ドーム（メットライフドーム）＞
  1. L.O.V.E.
  2. Mr.Star Light
  3. We are キスマイ!
  4. Tonight
  5. 今はまだ遠く 果てしない夢も
  6. HOME
  7. 感じるままに輝いて

### スペシャルエディットCD
※初回盤のみ

#### DISC 1
1. Overture（inst.）
2. Tell me why
  - 1stアルバム「Kis-My-1st」通常盤ボーナストラック
3. Crystal Sky
  - 16thシングル「Gravity」通常盤・キスマイSHOP盤カップリング
4. Super Tasty!
  - 7thアルバム「Yummy!!」収録曲
5. PICK IT UP
  - 19thシングル
6. I Scream Night
  - 5thアルバム「I SCREAM」収録曲
7. AAO
  - 14thシングル
8. Kis-My-Calling!
  - ベストアルバム「HIT! HIT! HIT!」通常盤Bボーナストラック
9. Invitation
  - 7thアルバム収録曲
10. Break The Chains
  - 7thアルバム収録曲
11. FREEZE
  - 7thアルバム収録曲
12. 蜃気楼
  - 7thアルバム収録曲
13. Flamingo
  - 5thアルバム収録曲
14. HOT!×2
  - 20thシングル「赤い果実」カップリング
15. Thank youじゃん!
  - 12thシングル
16. 友+情を、くっつけて
  - 7thアルバム収録曲

#### DISC 2
1. Mr.Star Light
  - 7thアルバム収録曲
2. We are キスマイ!
  - 7thアルバム通常盤ボーナストラック
3. ZERO
  - スペシャルシングル「You&Me」の2曲目

表記はないが、7人バージョンである。
4. Inter（inst.）
5. Toxxxic - 藤ヶ谷太輔
  - 7thアルバム通常盤収録曲
6. Touch - 藤ヶ谷太輔・玉森裕太
  - 17thシングル「Sha la la☆Summer Time」通常盤カップリング
7. Clap-A-Holics - 玉森裕太
  - 7thアルバム通常盤収録曲
8. メドレー - 北山宏光
  1. 優しい雨
    - 6thアルバム「MUSIC COLOSSEUM」通常盤収録曲

  2. カ・ク・シ・ゴ・ト
    - 7thアルバム通常盤収録曲
9. REAL ME - 北山宏光・藤ヶ谷太輔
  - 7thアルバム収録曲
10. ぶっさっさー - 舞祭組
  - 舞祭組 1stアルバム「舞祭組の、わっ!」収録曲
11. Inter（inst.）
12. 赤い果実
  - 20thシングル
13. Let it BURN!
  - 14thシングル通常盤カップリング
14. Kiss魂
  - 13thシングル
15. Tonight
  - 18thシングル「INTER」の1曲目
16. 今はまだ遠く 果てしない夢も
  - 20thシングル通常盤カップリング
17. HOME
  - スペシャルシングル「You&Me」の1曲目

## ライブツアー『Kis-My-Ft2 LIVE TOUR 2018 Yummy!! you&me』
「Kis-My-Ft2 LIVE TOUR 2018 Yummy!! you&me」は、7thアルバム『Yummy!!』を引っさげて、2018年5月から7月まで行われた、自身初の5大ドームツアー。
ジャニーズ初のメットライフドーム公演を開催した。
このツアーで57万4千人を動員し、デビュー以降のツアー動員数が300万人を突破した。
『Kis-My-Ft2 LIVE TOUR 2018 YOU&ME Extra Yummy!!』と合わせて、2018年の年間ライブ総動員数は77万4千人と自己記録を更新した。

### 日程・会場
| タイトル                                 | 年     | 公演日   | 公演時間 | 会場                |
| ---------------------------------------- | ------ | -------- | -------- | ------------------- |
| Kis-My-Ft2 LIVE TOUR 2018 Yummy!! you&me | 2018年 | 05月05日 | 18:00    | ナゴヤドーム        |
| Kis-My-Ft2 LIVE TOUR 2018 Yummy!! you&me | 2018年 | 05月06日 | 17:00    | ナゴヤドーム        |
| Kis-My-Ft2 LIVE TOUR 2018 Yummy!! you&me | 2018年 | 05月19日 | 17:00    | 福岡ヤフオク!ドーム |
| Kis-My-Ft2 LIVE TOUR 2018 Yummy!! you&me | 2018年 | 05月20日 | 17:00    | 福岡ヤフオク!ドーム |
| Kis-My-Ft2 LIVE TOUR 2018 Yummy!! you&me | 2018年 | 06月15日 | 18:00    | 東京ドーム          |
| Kis-My-Ft2 LIVE TOUR 2018 Yummy!! you&me | 2018年 | 06月16日 | 18:00    | 東京ドーム          |
| Kis-My-Ft2 LIVE TOUR 2018 Yummy!! you&me | 2018年 | 06月17日 | 18:00    | 東京ドーム          |
| Kis-My-Ft2 LIVE TOUR 2018 Yummy!! you&me | 2018年 | 06月29日 | 18:00    | 京セラドーム大阪    |
| Kis-My-Ft2 LIVE TOUR 2018 Yummy!! you&me | 2018年 | 06月30日 | 18:00    | 京セラドーム大阪    |
| Kis-My-Ft2 LIVE TOUR 2018 Yummy!! you&me | 2018年 | 07月01日 | 16:00    | 京セラドーム大阪    |
| Kis-My-Ft2 LIVE TOUR 2018 Yummy!! you&me | 2018年 | 07月14日 | 18:00    | メットライフドーム  |
| Kis-My-Ft2 LIVE TOUR 2018 Yummy!! you&me | 2018年 | 07月15日 | 18:00    | メットライフドーム  |
| Kis-My-Ft2 LIVE TOUR 2018 Yummy!! you&me | 2018年 | 07月16日 | 18:00    | メットライフドーム  |

## ライブツアー『Kis-My-Ft2 LIVE TOUR 2018 YOU&ME Extra Yummy!!』
「Kis-My-Ft2 LIVE TOUR 2018 YOU&ME Extra Yummy!!」は、2018年12月に行われた、ドームコンサート。京セラドーム大阪と東京ドームの2ヶ所で開催された。
冬のドームコンサートは、2013年開催の「Kis-My-Ft2 SNOW DOMEの約束 IN TOKYO DOME / OSAKA DOME」以来、5年ぶりである。
このツアーで20万人を動員し、『Kis-My-Ft2 LIVE TOUR 2018 Yummy!! you&me』と合わせて、2018年の年間ライブ総動員数は77万4千人と自己記録を更新した。
12月9日開催の京セラドーム大阪公演が、23rdシングル『君を大好きだ〈EXTRA盤〉』特典DVDに収録された。

### 日程・会場
| タイトル                                       | 年     | 公演日   | 公演時間 | 会場             |
| ---------------------------------------------- | ------ | -------- | -------- | ---------------- |
| Kis-My-Ft2 LIVE TOUR 2018 YOU&ME Extra Yummy!! | 2018年 | 12月08日 | 18:00    | 京セラドーム大阪 |
| Kis-My-Ft2 LIVE TOUR 2018 YOU&ME Extra Yummy!! | 2018年 | 12月09日 | 16:00    | 京セラドーム大阪 |
| Kis-My-Ft2 LIVE TOUR 2018 YOU&ME Extra Yummy!! | 2018年 | 12月15日 | 18:00    | 東京ドーム       |
| Kis-My-Ft2 LIVE TOUR 2018 YOU&ME Extra Yummy!! | 2018年 | 12月16日 | 18:00    | 東京ドーム       |